# AC Oulu
Az AC Oulu egy finn labdarúgócsapat. A klubot 2002-ben alapították, jelenleg az első osztályban szerepel.

## Története
A klubot 2002-ben alapították, így ismét első osztályú mérkőzéseket rendezhettek a városban. Az AC előtt, a 90-es években volt már egy másik oului első osztályú csapat, az FC Oulu.
Négy szezon alacsonyabb osztályú szereplés után először 2007-ben jutott fel az első osztályba. Bár ekkor még kiesett, két szezon másodosztálybeli tagság után 2010-től ismét az első osztály tagja.

## Jelenlegi keret
2021. július 2-i állapotnak megfelelően.
| #  |     | Poszt | Név                                        |
| -- | --- | ----- | ------------------------------------------ |
| 1  | FIN | K     | Juhani Pennanen                            |
| 2  | FIN | V     | Aapo Kuivila (kölcsönben a SJK csapatánál) |
| 3  | FIN | V     | Miika Koskela                              |
| 4  | SPA | V     | Ruxi                                       |
| 5  | FIN | V     | Lassi Nurmos                               |
| 6  | FIN | KP    | Anselmi Nurmela                            |
| 7  | FIN | CS    | Samu Alanko                                |
| 8  | FIN | KP    | Obed Malolo                                |
| 9  | FIN | CS    | Severi Kähkönen                            |
| 10 | AFG | CS    | Fareed Sadat                               |
| 11 | BRA | V     | Rafinha                                    |
| 12 | FIN | K     | Juuso Särkelä                              |
| 13 | FIN | V     | Joona Lohela                               |

| #  |     | Poszt | Név                    |
| -- | --- | ----- | ---------------------- |
| 15 | FIN | KP    | Jere Kallinen          |
| 16 | FIN | V     | Henrik Ölander         |
| 17 | FIN | CS    | Niklas Jokelainen      |
| 18 | FIN | V     | Jarkko Hurme           |
| 19 | ROU | CS    | David Popa             |
| 20 | FIN | KP    | Otso Liimatta          |
| 21 | FIN | CS    | Aapo Heikkilä          |
| 22 | CAN | K     | Yann-Alexandre Fillion |
| 23 | FIN | CS    | Nikolas Saira          |
| 26 | FIN | KP    | Lasse Ikonen           |
| 28 | FIN | KP    | Nestori Kekonen        |
| 29 | FIN | CS    | Kevin Larsson          |
|    | LIE | KP    | Dennis Salanović       |

## Ismertebb játékosok
- Seth Ablade
- Anatolij Bulgakov
- Rafael Edereho
- Ilja Fomicsov
- Janne Hietanen
- Jarkko Hurme
- Toni Kolehmainen
- Antti Niemi
- Mika Nurmela
- Antti Okkonen
- Rafinha
- Dritan Stafsula
- Jani Viander

Notable Players
- Jussi Äijälä
- Toni Banduliev
- Dmitrij Brovkin
- Titi Essomba
- Chijoke Festus
- Iyam Friday
- Alekszandr Gorbacsov
- Boussad Houche
- Saša Kolic
- Mamadou Konate
- Valeri Minkenen
- Luiz Antonio Moraes
- Papa Niang
- Joseph Nquiol
- Veli-Pekka Nurmi
- Ollo
- Dayo Oyetuga
- Dragan Pejić
- Gyenyisz Pervov
- Jarno Rova
- Miki Sipiläinen
- Fitim Syla
- Jarno Tenkula
- Irakli Tsikolia
- Gajda István
- Ymer Xhaferi

## Külső hivatkozások
- Hivatalos weboldal (finnül)